# Innocence (The Mackenzie)
Innocence è un singolo del gruppo di produttori musicali belga The Mackenzie con la voce della cantante Jessy, pubblicato il 19 giugno 1998 su etichetta discografica Antler-Subway.
Oltre al Belgio, il singolo è stato pubblicato anche in Danimarca su etichetta Mega Records, nei Paesi Bassi su Wiggle Records e in Spagna su Cyber Music.

## Tracce
CD singolo (Belgio)
1. Innocence (Radio Mix) – 3:58
2. Take a Break (Club Mix) – 5:58

CD maxi e 12" (Belgio)
1. Innocence (Club Mix) – 6:07
2. Innocence (Dance Mix) – 6:44
3. Take a Break (Club Mix) – 5:58
4. Innocence (Radio Mix) – 4:29

CD maxi (Danimarca)
1. Innocence (Happy Summer Radio Edit) – 3:47
2. Innocence (Happy Summer Mix) – 7:48
3. Innocence (Club Mix) – 6:07
4. Innocence (Dance Mix) – 6:44
5. Innocence (Radio Mix) – 4:29

12" remix (Belgio)
1. Innocence (Happy Summer Mix)
2. Innocence (European Mix)
3. Innocence (Re-Appartura Mix)
4. Innocence (Club Mix Original)

12" Universal Remix (Belgio)
1. Innocence (DJ Garry Remix – DJ Exclusive/IDP/Start Stop)
2. Innocence (DJ Tiësto's Magikal Remake) – 6:14
3. Innocence (Hidden Sound System Remix) – 5:49

12" remix (Paesi Bassi)
1. Innocence (DJ Tiësto's Magikal Remake)
2. Innocence (Hidden Sound System Remix)
3. Innocence (Club Mix Original)

12" (Spagna)
1. Innocence (Club Mix) – 6:08
2. Innocence (Hidden Soundsystem Remix) – 5:49
3. Innocence (DJ Gary Mix) – 6:55
4. Innocence (Dance Mix) – 6:43

## Classifiche
| Classifica (1998) | Posizione massima |
| ----------------- | ----------------- |
| Belgio (Fiandre)  | 6                 |
| Belgio (Vallonia) | 15                |